# 하오재로
하오재로(Haojae-ro)는 강원특별자치도 화천군 사내면에서 철원군 근남면 신사곡교차로 을 잇는 도로이다.

## 주요 경유지
강원특별자치도
- 화천군 (사내면) - 철원군 (근남면)

## 노선
| 이름          | 접속 노선                 | 소재지 | 소재지                           | 비고                        |
| ------------- | ------------------------- | ------ | -------------------------------- | --------------------------- |
| (이름없음)    | 지방도 제372호선 (포화로) | 화천군 | 사내면                           | 지방도 제463호선구간        |
| 검단1교       |                           | 화천군 | 사내면                           | 지방도 제463호선구간        |
| 하오터널      |                           | 화천군 | 사내면                           | 지방도 제463호선구간        |
|               | 철원군                    | 근남면 |                                  | 지방도 제463호선구간        |
| 복주교        | 철원군                    | 근남면 |                                  | 지방도 제463호선구간        |
| 도덕교        | 철원군                    | 근남면 |                                  | 지방도 제463호선구간        |
| (이름없음)    | 철원군                    | 근남면 | 국가지원지방도 제56호선 (태봉로) | 국가지원지방도 제56호선구간 |
| 잠곡1교       | 철원군                    | 근남면 |                                  | 국가지원지방도 제56호선구간 |
| 잠곡2교       | 철원군                    | 근남면 |                                  | 국가지원지방도 제56호선구간 |
| 육단3교       | 철원군                    | 근남면 |                                  | 국가지원지방도 제56호선구간 |
| (이름없음)    | 철원군                    | 근남면 | 수피령로                         | 국도 제56호선과 중복        |
| 무명교        | 철원군                    | 근남면 |                                  | 국도 제56호선과 중복        |
| 신사곡 교차로 | 철원군                    | 근남면 | 호국로                           | 국도 제56호선과 중복        |

## 주요 건물 및 시설
- 강원특별자치도 도로관리사업소 하오터관리소 (하오재로 529/광덕리 1016-2)
- 국립복주산 자연휴양림 (하오재로 818/장곡리 산133-1)
- 잠곡보건진료소 (하오재로 1289/장곡리 140-17)
- 근남면사무소 (하오재로 2050/육단리 302-6)
- 근남보건진료소 (하오재로 2050-1/육단리 302-6)